# 場内整備
場内整備（じょうないせいび）とは、ある「場」の敷地内外部空間、屋外である「場内」を整備することを表す用語であるが、仮置き場、キャンプ場やゴルフ場も含め、およそ「場」が付く場所に関してや、港湾施設、経営公園施設、調整池などから、それらの「場」の場内維持管理の行為、「場」敷地の災害被害の後片付処理作業も含まれ、さらにその当該作業場所そのものを表す場合もある。
場内整備計画や場内整備工事の意味では、主に終末処理場、汚水処理場などの上水道下水道施設「場」の場内整備つまり門、柵、塀などの外構整備、場内道路、場内排水、造成、植栽等の付帯工事、緑化整備などで使用される。上下水道業務委託・コンサルティング業として場内整備図(場内道路、門、さく、塀、造成等) の作成や、防犯対策設備、見学者案内路等の計画・設計などが委託され、積算手法、設計歩掛も整備されている。
他にほ場整備工事でも使用される。